# Heinz Hartmann (Fußballtrainer)
Heinz Hartmann (* 25. März 1908; † nach 1955) war ein deutscher Fußballtrainer, der 1949/50 und 1951/52 in Wismar die ZSG Anker/BSG Motor sowie 1954/55 in Chemnitz die BSG Chemie in der DDR-Oberliga, der höchsten Spielklasse im DDR-Fußball, betreute.

## Sportliche Laufbahn
Als in der Saison 1949/50 die neu gegründete Fußball-Liga des Deutschen Sportausschusses (später DDR-Oberliga) in der Sowjetischen Besatzungszone den Spielbetrieb aufnahm, gehörte zu den 14 teilnehmenden Mannschaften die ZSG Anker Wismar. Ihr Trainer war der zu Saisonbeginn 41 Jahre alte Heinz Hartmann. Diesem gelang es nicht, den Viertelfinalisten der vorangegangenen Fußball-Ostzonenmeisterschaft 1949, der zu dieser Zeit noch als SG Wismar Süd angetreten war, vor dem Abstieg aus der DS-Liga zu bewahren. Bei dem zahlenmäßig kleinen Kader musste Hartmann selbst bei einem Punktspiel als Spieler aushelfen. In der Spielzeit 1950/51 trat die ZSG in der neuen zweitklassigen DS-Liga an. Die erste Liga nannte sich nun Oberliga, und die zweite Liga erhielt später die Bezeichnung DDR-Liga. Hartmann brachte die ZSG Anker bis zum Saisonende auf den zweiten Platz, punktgleich mit dem Tabellenersten SG Volkspolizei Potsdam. Für diesen Fall war ein Entscheidungsspiel um den Aufstieg in die Oberliga vorgesehen, das die Wismarer mit 2:1 gewannen. Die Ostseestädter konnten somit 1951/52 in ihre zweite Oberligasaison gehen, die sie nach einem Wechsel der Trägerbetriebe als Betriebssportgemeinschaft (BSG) Motor absolvierte. Auch im zweiten Anlauf, weiter mit Trainer Hartmann, gelang nicht der Klassenerhalt. Als 17. unter 19 Teams musste die BSG erneut in die DDR-Liga absteigen. Heinz Hartmann versuchte in der Saison 1952/53 noch einmal, seiner Mannschaft zum Wiederaufstieg zu verhelfen. Dabei sprang er für einen Spieltag noch einmal als Spieler ein. Es wurde zwar wieder ein zweiter Platz erreicht, doch hatte diesmal der Staffelgewinner BSG Einheit Ost Leipzig sechs Punkte mehr auf dem Konto, sodass Wismar weiter in der Zweitklassigkeit verbleiben musste. Daraufhin wurde Hartmann zur Spielzeit 1953/54 von Oswald Pfau abgelöst.
Heinz Hartmann wechselte innerhalb der DDR-Liga zur BSG Chemie Karl-Marx-Stadt, mit der er 1953/54 den Aufstieg in die Oberliga schaffte. In der Oberligasaison 1954/55 schaffte er mit den Karl-Marx-Städtern  bis zum 19. Spieltag als beste BSG-Mannschaft den 6. Platz. Am 1. März 1955 wurde Hartmann durch den neuen Trainer Heinz Pönert ersetzt.